# Boksitogorsk
Boksitogorsk, (in russo: Бокситогорск) è una località della Russia che si trova nell'Oblast' di Leningrado, a circa 250 chilometri ad est di San Pietroburgo. La cittadina venne fondata nel 1929 per la lavorazione della bauxite, in russo Боксит: da qui il nome, ed è il capoluogo del Boksitogorskij rajon.